# Hades hecamede
Hades hecamede is een vlindersoort uit de familie van de prachtvlinders (Riodinidae), onderfamilie Euselasiinae.
Hades hecamede werd in 1870 beschreven door Hewitson.